# Export (birra)

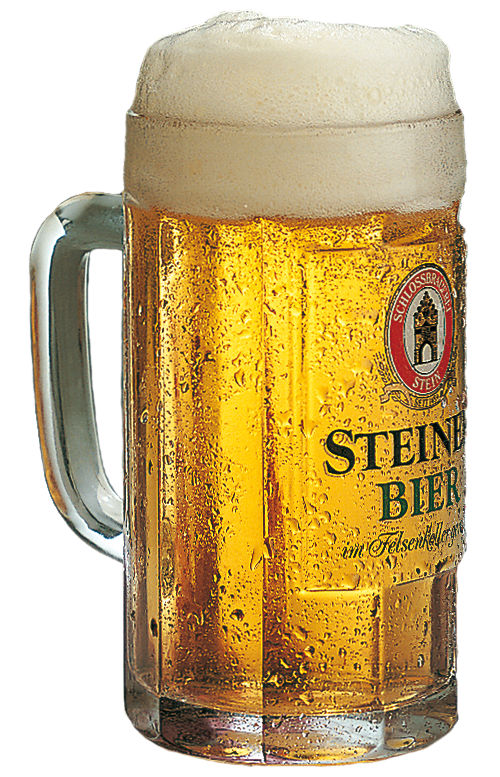
Un boccale di Export

Export (conosciuto anche come Dortmunder poiché nato a Dortmund, in Germania) è uno stile di birra prodotta in Germania della famiglia delle pale lager. Altre export sono la Münchener Export e la Wiener Export.
Prodotta inizialmente dalla Dortmunder Union nel 1873, questa birra leggera divenne molto popolare tra gli operai e fece la fortuna dell'azienda: l'azienda divenne presto il più grande birrificio tedesco e Dortmund si affermò come città con la maggior concentrazione di impianti birrari. Con il declino dell'industria pesante nella regione, anche le vendite di birra calarono, finché nel 1994, la Dortmund Union per non chiudere dovette fondersi con altri birrifici della zona, originando la Brinkhoff's Brewery.

## Storia
Dortmund fu uno dei primi centri birrari commerciali della Germania, cominciando ad esportare le sue birre nelle altre città della Renania Settentrionale-Vestfalia. Le prime produzioni erano di una birra di frumento dalla breve fermentazione e dal colore scuro. Nel 1873, quando nella città ceca di Plzeň fu spillata la prima pilsner chiara, molti produttori di Dortmund si riunirono nella Dortmunder Union per produrre la propria pale lager: figura trascinante fu il mastro birraio Fritz Brinkhoff. Inizialmente c'erano solo due varietà: la lager e la leggermente più forte export, con circa 5,5% vol.

## Descrizione
La birra di Dortmund è una pale lager, influenzata dalla birra dorata di Pilsen nota come pilsner. Come le altre pale lager, è caratterizzata da un colore chiaro e dorato, moderatamente amara per via del luppolo nobile. L'acqua della zona contiene percentuali più elevate di solfati, che conferiscono al sapore della birra note sulfuree. Contiene anche più carbonato di calcio (gesso) della media, il quale tende a marcare l'aroma del luppolo. I birrai usano meno luppolo per evitare che la sua influenza sia eccessiva, per non soffocare il sapore di malto.
Fred Eckhardt nel suo A Treatise on Lager Beers (1969), riteneva che le dortmunder si distinguessero sufficientemente dalle pale lager da poter essere classificate come uno stile a sé stante. Jackson, Protz e la Beer Judge Certification Program (BJCP) hanno poi perseguito questa linea di pensiero.